# Kuźnica (gmina)
Pour les articles homonymes, voir Kuźnica.

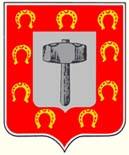
Blason du village de Kuźnica

La gmina de Kuźnica est une commune rurale polonaise de la voïvodie de Podlachie et du powiat de Sokółka. Elle s'étend sur 133,41 km2 et comptait 4 206 habitants en 2014. Son siège est le village de Kuźnica qui se situe à environ 16 kilomètres au nord-est de Sokółka et à 54 kilomètres au nord-est de Bialystok.

## Villages
La gmina de Kuźnica comprend les villages et localités d'Achrymowce, Auls, Białobłockie, Bilminy, Chreptowce, Cimanie, Czepiele, Czuprynowo, Długosielce, Dubnica Kurpiowska, Gładowszczyzna, Kierkielewszczyzna, Klimówka, Kowale, Kowale-Kolonia, Kruglany, Kryski, Kuścin, Kuścińce, Kuźnica, Litwinki, Łosośna Mała, Łosośna Wielka, Łowczyki, Mieleszkowce Pawłowickie, Mieleszkowce Zalesiańskie, Milenkowce, Nowodziel, Palestyna, Parczowce, Popławce, Saczkowce, Starowlany, Sterpejki, Szalciny, Szymaki, Tołcze, Tołoczki Małe, Tołoczki Wielkie, Ułeczki, Wojnowce, Wołkusze, Wołyńce, Wyzgi et Zajzdra.

## Gminy voisines
La gmina de Kuźnica est voisine des gminy de Nowy Dwór, Sidra et Sokółka. Elle est aussi voisine de la Biélorussie.